# Dango Ouattara
Dango Ouattara, né le 11 février 2002 à Ouagadougou au Burkina Faso, est un footballeur international burkinabé qui évolue au poste d'ailier gauche au Brentford FC.

## Biographie

### Carrière en club
Formé à l'Académie Foot Plus, avant de jouer au Majestic FC, dans son Burkina Faso natal, Dango Ouattara rejoint le FC Lorient à l'été 2020. Après une année avec la réserve en National 2 — et une première convocation en équipe première pour le match de Coupe de France contre Le Puy Foot, le 6 mars 2021 — il signe son premier contrat professionnel avec le club le 20 mai 2021,,.
Ouattara fait ses débuts professionnels avec Lorient le 8 août 2021, lors d'un match nul 1-1 chez l'AS Saint-Étienne, en Ligue 1, où il remplace Terem Moffi dans le temps supplémentaire. Connaissant sa première titularisation avec les lorientais le 5 décembre 2021 lors d'un match de Ligue 1 contre le FC Nantes, le jeune attaquant est pleinement intégré à la rotation du club par Pélissier en cette fin d'année 2021, en concurrence notamment avec Armand Laurienté pour une place de titulaire,.
Mais c'est néanmoins avec ce dernier qu'il est titulaire — au gré d'un changement de système, de 3-4-3 en 4-4-2 — à la fin du mois, lors d'un résultat remarqué en championnat contre le Paris Saint-Germain, où son équipe mène au score jusqu'aux dernières minutes de ce qui aboutit finalement à un match nul 1-1,. Face au futur champion de France, il brille notamment par son activité, sa vitesse et sa prise de la profondeur, faisant souffrir son vis-à-vis Nuno Mendes.
Le 19 janvier 2023, il rejoint l'AFC Bournemouth pour un contrat de cinq ans et demi.

### Carrière en sélection
Dango Ouattara est une première fois convoqué en équipe du Burkina Faso par Kamou Malo en novembre 2021, n'entrant toutefois pas en jeu lors des matchs de qualification pour la Coupe du Monde.
Présélectionné pour la Coupe d'Afrique 2021 le décembre suivant,, il joue son premier match avec la sélection le 30 décembre 2021, lors d'un match au score nul et vierge en amical contre la Mauritanie. Ouattara est ensuite buteur quelques jours plus tard, lors d'une victoire 3-0 contre le Gabon,,.
Lors de la Coupe d'Afrique des nations 2021 au Cameroun, en demi-finale, il marque un but magnifique contre la Tunisie (1-0). Parti de son camp, il résiste à la charge de Oussama Haddadi et Dylan Bronn et marque l'unique but de la rencontre. Malheureusement, il se fait expulser à la 83e minute.
Le 20 décembre 2023, il est retenu dans la liste des vingt-sept joueurs burkinabés sélectionnés par Hubert Velud pour disputer la Coupe d'Afrique des nations 2023.

## Statistiques

### Statistiques détaillées
| Saison                | Club                  | Championnat           | Championnat | Championnat | Championnat | Coupe nationale | Coupe nationale | Coupe nationale | Coupe de la Ligue | Coupe de la Ligue | Coupe de la Ligue | Total | Total | Total |
| Saison                | Club                  | Division              | M.          | B.          | P.d.        | M.              | B.              | P.d.            | M.                | B.                | P.d.              | M.    | B.    | P.d.  |
| 2021-2022             | FC Lorient            | Ligue 1               | 25          | 1           | 2           | 1               | 0               | 0               | -                 | -                 | -                 | 26    | 1     | 2     |
| 2022-2023             | FC Lorient            | Ligue 1               | 18          | 6           | 5           | -               | -               | -               | -                 | -                 | -                 | 18    | 6     | 5     |
| Sous-total            | Sous-total            | Sous-total            | 43          | 7           | 7           | 1               | 0               | 0               | 0                 | 0                 | 0                 | 44    | 7     | 7     |
| 2022-2023             | AFC Bournemouth       | Premier League        | 19          | 1           | 4           | -               | -               | -               | -                 | -                 | -                 | 19    | 1     | 4     |
| 2023-2024             | AFC Bournemouth       | Premier League        | 30          | 1           | 2           | 1               | 0               | 0               | 1                 | 0                 | 0                 | 32    | 1     | 2     |
| 2024-2025             | AFC Bournemouth       | Premier League        | 32          | 7           | 4           | 4               | 2               | 0               | 1                 | 0                 | 0                 | 37    | 9     | 4     |
| Sous-total            | Sous-total            | Sous-total            | 81          | 9           | 10          | 5               | 2               | 0               | 2                 | 0                 | 0                 | 88    | 11    | 10    |
| Total sur la carrière | Total sur la carrière | Total sur la carrière | 124         | 16          | 17          | 6               | 2               | 0               | 2                 | 0                 | 0                 | 132   | 18    | 17    |

### En sélection nationale
| Saison                | Sélection             | Phases finales        | Phases finales | Phases finales | Phases finales | Éliminatoires | Éliminatoires | Éliminatoires | Matchs amicaux | Matchs amicaux | Matchs amicaux | Total | Total | Total |
| Saison                | Sélection             | Compétition           | M              | B              | Pd             | M             | B             | Pd            | M              | B              | Pd             | M     | B     | Pd    |
| --------------------- | --------------------- | --------------------- | -------------- | -------------- | -------------- | ------------- | ------------- | ------------- | -------------- | -------------- | -------------- | ----- | ----- | ----- |
| 2021-2022             | Burkina Faso          | CAN 2021              | 3              | 1              | 1              | 2             | 3             | 1             | 4              | 1              | 0              | 9     | 5     | 2     |
| 2022-2023             | Burkina Faso          | -                     | -              | -              | -              | 3             | 1             | 0             | 3              | 1              | 0              | 6     | 2     | 0     |
| 2023-2024             | Burkina Faso          | CAN 2023              | 2              | 0              | 0              | 4             | 2             | 0             | 4              | 0              | 0              | 10    | 2     | 0     |
| 2024-2025             | Burkina Faso          | -                     | -              | -              | -              | 5             | 2             | 2             | -              | -              | -              | 5     | 2     | 2     |
| Total sur la carrière | Total sur la carrière | Total sur la carrière | 5              | 1              | 1              | 14            | 8             | 3             | 11             | 2              | 0              | 30    | 11    | 4     |

### Liste des matchs internationaux
| Matchs internationaux de Dango Ouattara | Matchs internationaux de Dango Ouattara | Matchs internationaux de Dango Ouattara                | Matchs internationaux de Dango Ouattara | Matchs internationaux de Dango Ouattara | Matchs internationaux de Dango Ouattara | Matchs internationaux de Dango Ouattara                      |
|                                         | Date                                    | Lieu                                                   | Adversaire                              | Résultats                               | Compétitions                            | Notes                                                        |
| --------------------------------------- | --------------------------------------- | ------------------------------------------------------ | --------------------------------------- | --------------------------------------- | --------------------------------------- | ------------------------------------------------------------ |
| 1.                                      | 30 décembre 2021                        | TBC (United Arab Emirates), TBC, Émirats arabes unis   | Mauritanie                              | 0 - 0                                   | Match amical                            | Rentre en jeu à la 46e minute à la place de Zakaria Sanogo.  |
| 2.                                      | 2 janvier 2022                          | The Sevens Stadium, Dubaï, Émirats arabes unis         | Gabon                                   | 0 - 3                                   | Match amical                            | Titulaire.                                                   |
| 3.                                      | 17 janvier 2022                         | Stade omnisports de Bafoussam, Bafoussam, Cameroun     | Éthiopie                                | 1 - 1                                   | CAN 2021                                | Rentre en jeu à la 63e minute à la place de Cyrille Bayala.  |
| 4.                                      | 23 janvier 2022                         | Stade de Limbé, Limbé, Cameroun                        | Gabon                                   | 1 - 1 (7-6)                             | CAN 2021                                | Titulaire et remplacé par Abdoul Tapsoba à la 89e minute.    |
| 5.                                      | 29 janvier 2022                         | Stade Roumdé Adjia, Garoua, Cameroun                   | Tunisie                                 | 1 - 0                                   | CAN 2021                                | Titulaire.                                                   |
| 6.                                      | 24 mars 2022                            | Stade Fadil Vokrri, Pristina, Kosovo                   | Kosovo                                  | 5 - 0                                   | Match amical                            | Titulaire.                                                   |
| 7.                                      | 29 mars 2022                            | Lotto Park, Anderlecht, Belgique                       | Belgique                                | 3 - 0                                   | Match amical                            | Titulaire et remplacé par Abdel Zagré à la 89e minute.       |
| 8.                                      | 3 juin 2022                             | Stade de Marrakech, Marrakech, Maroc                   | Cap-Vert                                | 2 - 0                                   | Éliminatoires de la CAN 2023            | Titulaire.                                                   |
| 9.                                      | 7 juin 2022                             | FNB Stadium, Johannesbourg, Afrique du Sud             | Eswatini                                | 1 - 3                                   | Éliminatoires de la CAN 2023            | Titulaire.                                                   |
| 10.                                     | 23 septembre 2022                       | Stade Père-Jégo, Casablanca, Maroc                     | RD Congo                                | 1 - 0                                   | Match amical                            | Titulaire.                                                   |
| 11.                                     | 27 septembre 2022                       | Stade Père-Jégo, Casablanca, Maroc                     | Comores                                 | 2 - 1                                   | Match amical                            | Rentre en jeu à la 62e minute à la place de Cédric Badolo.   |
| 12.                                     | 19 novembre 2022                        | Stade de Marrakech, Marrakech, Maroc                   | Côte d'Ivoire                           | 2 - 1                                   | Match amical                            | Titulaire et remplacé par Abdoul Tapsoba à la 90e minute.    |
| 13.                                     | 24 mars 2023                            | Stade de Marrakech, Marrakech, Maroc                   | Togo                                    | 1 - 0                                   | Éliminatoires de la CAN 2023            | Titulaire.                                                   |
| 14.                                     | 28 mars 2023                            | Stade de Kégué, Lomé, Togo                             | Togo                                    | 1 - 1                                   | Éliminatoires de la CAN 2023            | Titulaire et remplacé par Abdoul Tapsoba à la 79e minute.    |
| 15.                                     | 18 juin 2023                            | Estádio Nacional de Cabo Verde, Praia, Cap-Vert        | Cap-Vert                                | 3 - 1                                   | Éliminatoires de la CAN 2023            | Titulaire.                                                   |
| 16.                                     | 13 octobre 2023                         | Nuevo Estadio de Malabo, Malabo, Guinée équatoriale    | Guinée équatoriale                      | 0 - 0                                   | Match amical                            | Titulaire.                                                   |
| 17.                                     | 17 octobre 2023                         | Stade Père-Jégo, Casablanca, Maroc                     | Mauritanie                              | 1 - 2                                   | Match amical                            | Titulaire.                                                   |
| 18.                                     | 17 novembre 2023                        | Stade de Marrakech, Marrakech, Maroc                   | Guinée-Bissau                           | 1 - 1                                   | Éliminatoires de la Coupe du monde 2026 | Titulaire.                                                   |
| 19.                                     | 21 novembre 2023                        | Stade Ben M'Hamed El Abdi, El Jadida, Maroc            | Éthiopie                                | 0 - 3                                   | Éliminatoires de la Coupe du monde 2026 | Titulaire.                                                   |
| 20.                                     | 23 janvier 2024                         | Stade Charles-Konan-Banny, Yamoussoukro, Côte d'Ivoire | Angola                                  | 2 - 0                                   | CAN 2023                                | Titulaire.                                                   |
| 21.                                     | 30 janvier 2024                         | Stade Amadou-Gon-Coulibaly, Korhogo, Côte d'Ivoire     | Mali                                    | 2 - 1                                   | CAN 2023                                | Rentre en jeu à la 77e minute à la place de Bertrand Traoré. |
| 22.                                     | 22 mars 2024                            | Stade Père-Jégo, Casablanca, Maroc                     | Libye                                   | 1 - 2                                   | Match amical                            | Titulaire.                                                   |
| 23.                                     | 26 mars 2024                            | Stade municipal de Berrechid, Berrechid, Maroc         | Niger                                   | 1 - 1                                   | Match amical                            | Titulaire.                                                   |
| 24.                                     | 6 juin 2024                             | Stade international du Caire, Le Caire, Égypte         | Égypte                                  | 2 - 1                                   | Éliminatoires de la Coupe du monde 2026 | Titulaire.                                                   |
| 25.                                     | 10 juin 2024                            | Stade du 26-Mars, Bamako, Mali                         | Sierra Leone                            | 2 - 2                                   | Éliminatoires de la Coupe du monde 2026 | Titulaire et remplacé par Ousseni Bouda à la 89e minute.     |
| 26.                                     | 6 septembre 2024                        | Stade Abdoulaye-Wade, Diamniadio, Sénégal              | Sénégal                                 | 1 - 1                                   | Éliminatoires de la CAN 2025            | Titulaire et remplacé par Ousmane Camara à la 45e minute.    |
| 27.                                     | 10 octobre 2024                         | Stade Alassane-Ouattara, Abidjan, Côte d'Ivoire        | Burundi                                 | 4 - 1                                   | Éliminatoires de la CAN 2025            | Titulaire et remplacé par Hassane Bandé à la 69e minute.     |
| 28.                                     | 13 octobre 2024                         | Stade Félix-Houphouët-Boigny, Abidjan, Côte d'Ivoire   | Burundi                                 | 0 - 2                                   | Éliminatoires de la CAN 2025            | Rentre en jeu à la 64e minute à la place de Hassane Bandé.   |
| 29.                                     | 21 mars 2025                            | Stade Ben M'Hamed El Abdi, El Jadida, Maroc            | Djibouti                                | 4 - 1                                   | Éliminatoires de la Coupe du monde 2026 | Titulaire.                                                   |
| 30.                                     | 24 mars 2025                            | Stade du 24-Septembre, Bissau, Guinée-Bissau           | Guinée-Bissau                           | 1 - 2                                   | Éliminatoires de la Coupe du monde 2026 | Titulaire.                                                   |

### Buts internationaux
| Buts internationaux de Dango Ouattara | Buts internationaux de Dango Ouattara | Buts internationaux de Dango Ouattara           | Buts internationaux de Dango Ouattara | Buts internationaux de Dango Ouattara | Buts internationaux de Dango Ouattara | Buts internationaux de Dango Ouattara   |
|                                       | Date                                  | Lieu                                            | Adversaire                            | Score                                 | Résultats                             | Compétitions                            |
| ------------------------------------- | ------------------------------------- | ----------------------------------------------- | ------------------------------------- | ------------------------------------- | ------------------------------------- | --------------------------------------- |
| 1                                     | 2 janvier 2022                        | The Sevens Stadium, Dubaï, Émirats arabes unis  | Gabon                                 | 0 - 3                                 | 0 - 3                                 | Match amical                            |
| 2                                     | 29 janvier 2022                       | Stade Roumdé Adjia, Garoua, Cameroun            | Tunisie                               | 1 - 0                                 | 1 - 0                                 | CAN 2021                                |
| 3                                     | 3 juin 2022                           | Stade de Marrakech, Marrakech, Maroc            | Cap-Vert                              | 2 - 0                                 | 2 - 0                                 | Éliminatoires de la CAN 2023            |
| 4                                     | 7 juin 2022                           | FNB Stadium, Johannesbourg, Afrique du Sud      | Eswatini                              | 1 - 1                                 | 1 - 3                                 | Éliminatoires de la CAN 2023            |
| 5                                     | 7 juin 2022                           | FNB Stadium, Johannesbourg, Afrique du Sud      | Eswatini                              | 1 - 2                                 | 1 - 3                                 | Éliminatoires de la CAN 2023            |
| 6                                     | 19 novembre 2022                      | Stade de Marrakech, Marrakech, Maroc            | Côte d'Ivoire                         | 1 - 0                                 | 2 - 1                                 | Match amical                            |
| 7                                     | 28 mars 2023                          | Stade de Kégué, Lomé, Togo                      | Togo                                  | 0 - 1                                 | 1 - 1                                 | Éliminatoires de la CAN 2023            |
| 8                                     | 21 novembre 2023                      | Stade Ben M'Hamed El Abdi, El Jadida, Maroc     | Éthiopie                              | 0 - 3                                 | 0 - 3                                 | Éliminatoires de la Coupe du monde 2026 |
| 9                                     | 10 juin 2024                          | Stade du 26-Mars, Bamako, Mali                  | Sierra Leone                          | 1 - 0                                 | 2 - 2                                 | Éliminatoires de la Coupe du monde 2026 |
| 10                                    | 10 octobre 2024                       | Stade Alassane-Ouattara, Abidjan, Côte d'Ivoire | Burundi                               | 1 - 1                                 | 4 - 1                                 | Éliminatoires de la CAN 2025            |
| 11                                    | 10 octobre 2024                       | Stade Alassane-Ouattara, Abidjan, Côte d'Ivoire | Burundi                               | 3 - 1                                 | 4 - 1                                 | Éliminatoires de la CAN 2025            |